# Power Dive
Pour plus de détails, voir Fiche technique et Distribution.
Power Dive est un film américain réalisé par James Patrick Hogan, sorti en 1941. 
Power Dive a été le premier film de l'équipe de production de Pine-Thomas Productions, anciens attachés de presse qui possédaient une unité de production chez Paramount. Il met en scène les ateliers de Plxweve Aircraft Corporation, entrepreneur aéronautique californien spécialisé dans les cellules géodésiques.

## Synopsis
Le pilote d'essai Ace Bradley Farrell (Richard Arlen), volant pour McMasters Aviation Corp., se casse la jambe lorsqu'un prototype en surpoids qu'il pilotait s'écrase. Le frère cadet de Brad, Douglas (Don Castle (en)), récemment diplômé en génie aéronautique, pense que le vol de Doug est trop dangereux et est embauché comme ingénieur de conception à McMasters. 
Carol Blake (Jean Parker) veut intéresser Brad à la conception de son père pour un avion en plastic (un des noms du contreplaqué moulé, le plastique est à la mode mais ici on parle bien de plis en bois imprégnés de résine de synthèse ; des appellations erronées, telles que « plastic plywood » et « plastic planes », ont été données de manière abusive à des structures de contreplaqué moulé qui étaient en fait fabriquées à partir de placages de bois collés avec un adhésif en résine synthétique ; en poids, ces structures étaient probablement composées d'environ 80 % de bois et de 20 % de résine adhésive. À l'exception des variations de forme, le produit était essentiellement le même que le contreplaqué pressé à plat.)
Doug prétend être Brad parce qu'il est attiré par Carol mais Brad rencontre Carol et l'emmène voler ; elle lui présente son père aveugle, le professeur Blake (Thomas W. Ross), ce qui permet à Brad de s'immerger dans les nouvelles créations du professeur.
L'ami de Brad, Johnny Coles ( Louis Jean Heydt ), échoue dans son test, en pilotant son propre modèle similaire, qui se brise dans les airs, laissant derrière lui femme et enfant. Malgré la mort de son ami, Brad convainc l'entreprise de construire le modèle d'avion « géodésique » de Blake, son frère chargé du projet.
Après que Brad soit revenu après avoir établi un nouveau record de vitesse en vol, il déclare alors sa flamme à Carol, mais celle-ci est amoureuse de Doug. Doug ne connaît pas les véritables sentiments de Carol et avec le test imminent de l'avion du professeur, il est en désaccord avec Brad sur la conception du nouvel avion. 
Brad doit piloter l'avion pour des responsables de l'armée de l'air américaine, mais craint que l'équipement de test très lourd de l'avion ne rende le vol dangereux. Doug vole avec lui lors du test et lorsqu'une plongée de puissance de 9 g est programmée, Doug s'évanouit. L'équipement de test se détache, coinçant le gouvernail. Brad force Doug à sauter en parachute pour le mettre en sécurité, puis coupe les câbles du gouvernail, les saisissant à mains nues. Il parvient à faire atterrir l'avion en toute sécurité bien que ses mains soient gravement coupées. L'avion étant accepté, Brad abandonne les vols d'essai pour devenir vice-président de McMasters Aviation. Doug et Carol trouvent le bonheur et se marient.

## Fiche technique
- Titre : Power Dive
- Titre original : Power Dive
- Réalisation : James P. Hogan
- Scénario : Maxwell Shane
- Production : William H. Pine Paramount Pictures, Inc.
- Société de production  : Pine-Thomas Productions
- Musique : C. Bakaleinikoff
- Photographie : John Alton
- Direction artistique :
- Décorateur de plateau :
- Costumes : Howard Shoup
- Montage :
- Pays d'origine : États-Unis
- Format : Noir et blanc - Son : Mono (RCA Sound System)
- Genre : Comédie dramatique
- Durée : 68 minutes
- Date de sortie :
  - États-Unis : 28 mai 1941

## Distribution
- Richard Arlen : Brad Farrell
- Jean Parker : Carol Blake
- Helen Mack : Betty Coles
- Don Castle : Doug Farrell
- Cliff Edwards : Squid Watkins
- Roger Pryor : Dan McMasters
- Billy Lee : Brad Coles
- Louis Jean Heydt : Johnny Coles
- Alan Baldwin : le jeune reporter
- Pat West : Burly
- Ralph Byrd : Jackson
- Tom Dugan : le serveur
- Helen Lynd : la blonde
- James Seay : un opérateur

## Production
Power Dive a été la première sortie de Picture Corp. of America, une société de production indépendante créée en décembre 1940 et dirigée par William Pine et William C. Thomas, anciens attachés de presse puis producteurs associés chez Paramount.
Pine et Thomas travaillaient tous deux dans la publicité — Pine était responsable de la publicité pour Paramount et Thomas était son assistant. Ils ont fait équipe avec un autre publicitaire, Maxwell Shane, qui était écrivain. Ils ont décidé de réaliser des films à moindre budget, sans les frais généraux des studios.
Ils ont discuté avec Richard Arlen, qui avait rejoint Paramount. Arlen est devenu célèbre avec Wings et a suggéré un film sur l'aviation. Arlen possédait plusieurs avions et dirigeait une école d'aviation ; il s'est proposé lui-même et son avion pour un film. Pine et Thomas ont fait une sélection de trois titres possibles, Power Dive, Forced Landing et Flying Blind, et ont écrit des scripts autour d'eux. Ils sont allés voir Paramount et ont dit qu'ils avaient une star et trois scénarios et ont demandé un accord de distribution. Paramount a accepté, permettant à Pine et Thomas d'obtenir des prêts de la banque pour financer les films.
Power Drive a été réalisé en dix jours pour un coût de 86 000 $ et a rapporté près d'un million de dollars. Ils ont économisé de l'argent en tournant sur place .Thomas a produit le premier film alors que Pine était associé — il travaillait pour Cecil B. De Mille . Les trois films ont coûté moins de 90 000 dollars et ont rapporté six fois leur coût négatif. La Paramount était si satisfaite de ces résultats qu'elle a proposé dès lors de financer les films du duo.
Le tournage principal a eu lieu du 23 janvier à la mi-février 1941 avec certaines scènes tournées sur place à l'aéroport métropolitain de Van Nuys, en Californie.
Le film montre les ateliers et les produits phares d'un authentique constructeur aéronautique californien, Plxweve Aircraft Corporation, qui mettait en œuvre durant la guerre des cellules géodésiques en longerons en lamellé moulé, formule qui avait fait déjà le succès des avions de Vickers-Armstrongs au Royaume-Uni. Présenté dans le film, le Greenleaf CT-6A (NX 19994), fabriqué par Plxweve était recouvert de contreplaqué moulé. Un Phillips 1-B Aeroneer (en) (NX16075) est aussi présentés dans le film.
Le générique d'ouverture comprend la déclaration suivante : « Creative acknowledgement for technical assistance in use of Geodetic plane to the Plxweve Aircraft Corporation »
Les critiques ont noté que l'écrivain Edward Churchill avait une formation en aviation et que la star Richard Arlen dirigeait une école de formation de pilotes près d'Hollywood.

## Réception
Power Dive était avant tout un film de série B. L'historien du cinéma aéronautique James H. Farmer a qualifié le film de « "fast-paced, low-budget formula film ... » et Variety de « good program entertainment, taking full advantage of present interest in aviation and national preparedness »"... un bon programme de divertissement, tirant pleinement parti de l'intérêt actuel pour l'aviation.